# 岐阜県道421号武並土岐多治見線

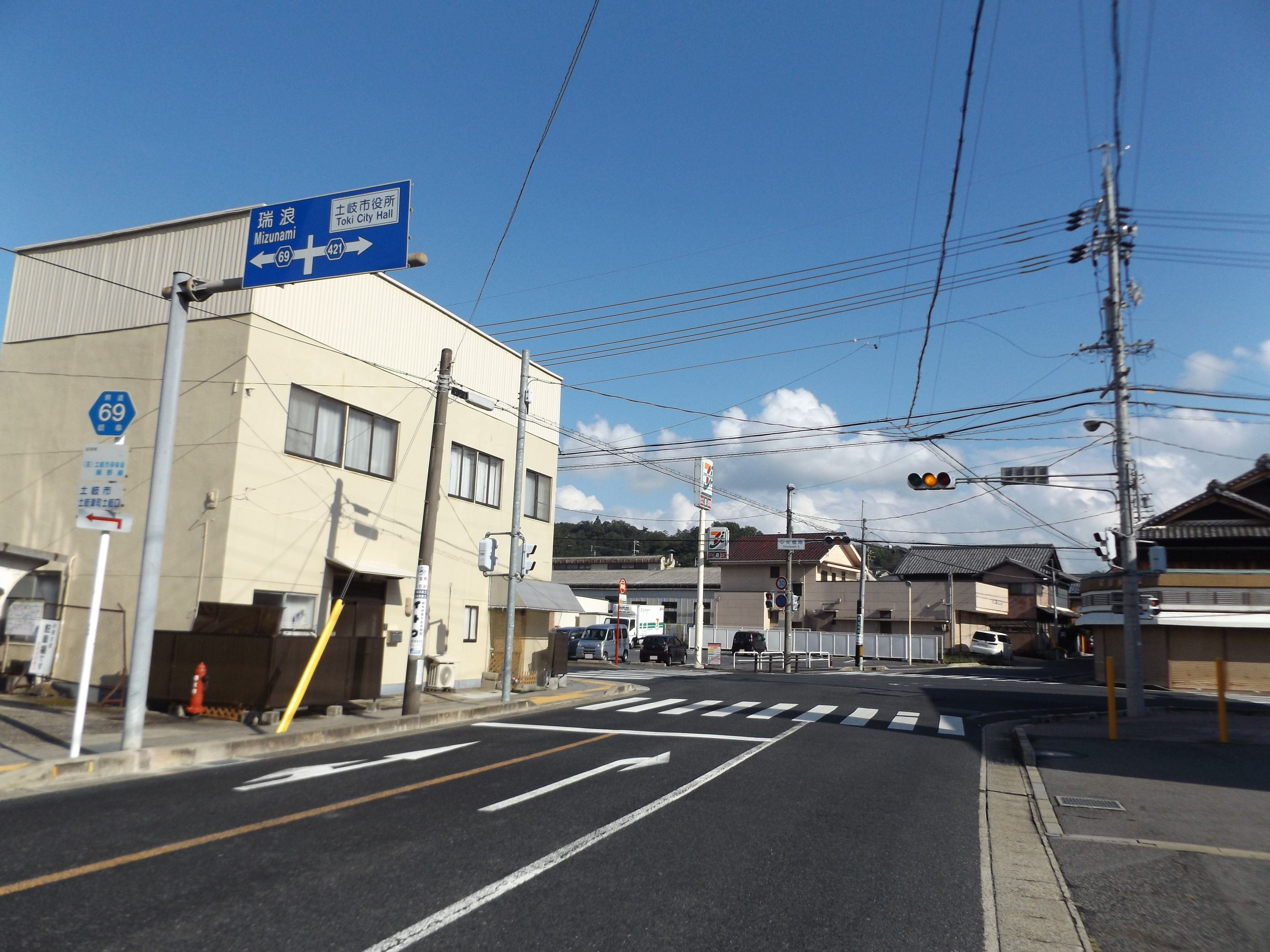
中央橋南交差点。その名の通り、土岐川に架かる中央橋の南にある。岐阜県道69号土岐市停車場細野線との交点で、右側から来た県道421号はここから浅野交差点まで県道69号との重複区間となる。（土岐市土岐津町土岐口）

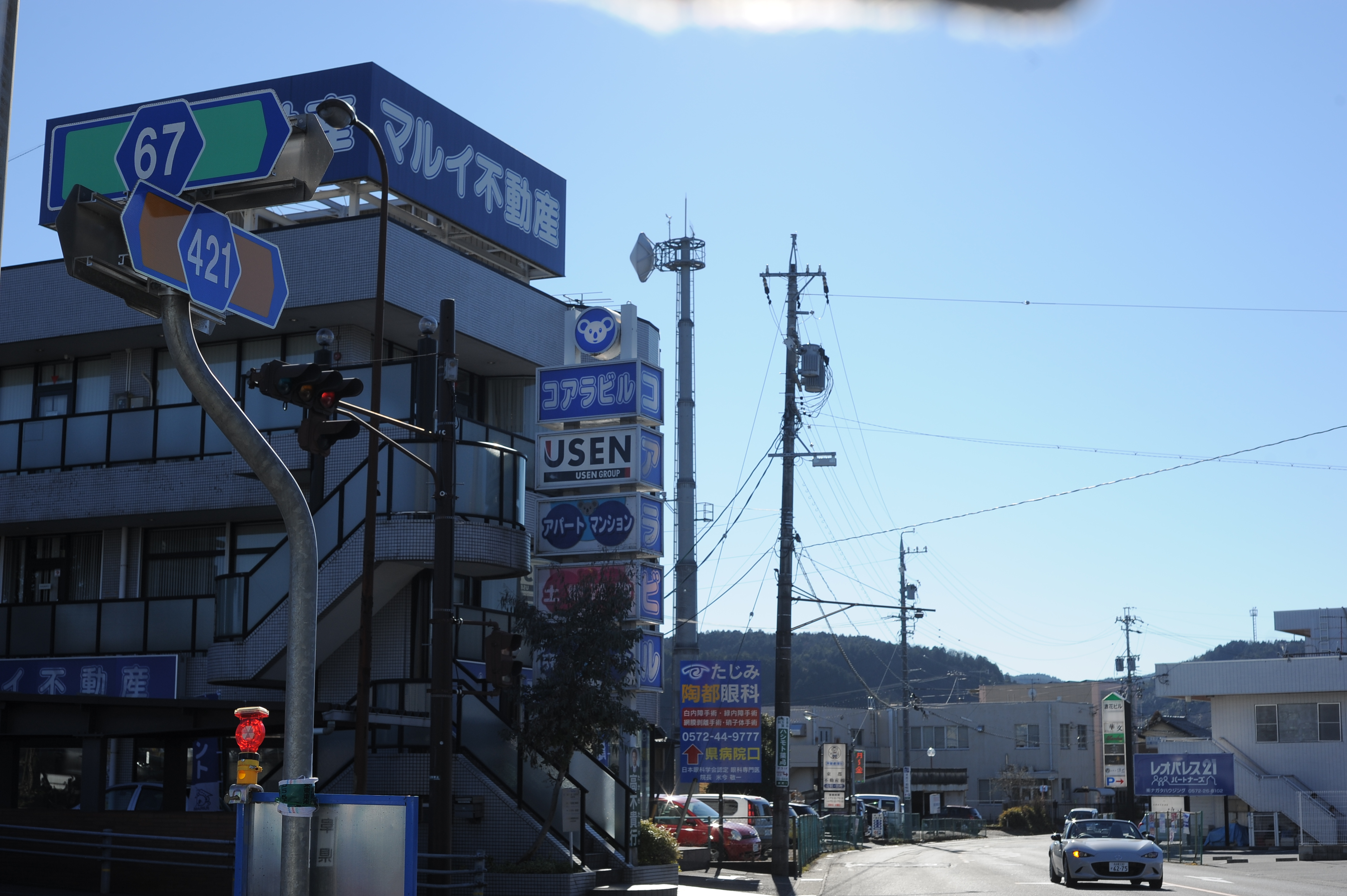
栄町2交差点（岐阜県道67号多治見停車場線終点、多治見市栄町）

岐阜県道421号武並土岐多治見線（ぎふけんどう421ごう たけなみときたじみせん）は、岐阜県恵那市武並町から同県土岐市を経由して同県多治見市に至る一般県道。

## 概要
概ね、江戸時代に栄えた旧下街道であり、下街道に沿って作られた国道19号が並行している。
恵那市武並町竹折の国道19号交点が起点。源流部の土岐川を渡り、JR中央本線下り線の踏切を渡って、武並駅の南側で再び土岐川を渡る。中央線のガードをくぐり、右折して西に進む。国道418号に接続し、右折してわずかに重複するが、中央線のガードをくぐるとすぐに左折して西に向かう。その後2度土岐川を渡り、瑞浪市に入ると、土岐川右岸沿いに進む。釜戸駅の南側を通り、岐阜県道65号恵那御嵩線に接続、重複して中央線のガードをくぐり、すぐに分かれて土岐川沿いに進む。釜戸橋で土岐川を渡り、左岸に沿って進む。瑞浪市の桜堂南交差点で国道19号瑞浪バイパスに合流し、重複する。瑞浪市の小田交差点で国道19号と分かれ、土岐川左岸を進む。和合町交差点を左折すると、土岐市に入る。土岐市の浅野交差点から同市の中央橋南交差点岐阜県道69号土岐市停車場細野線と重複する。土岐市役所前を通り、土岐市の神明交差点から再び国道19号と重複して進み、神明峠を越える。多治見市に入り、すぐの東町交差点で国道19号と分かれる。土岐川沿いに進み、多治見橋で土岐川を渡る。右岸に沿って進み、多治見市街を通過する。多治見市池田町5丁目の池田町交差点（国道19号交点）が終点である。

### 下街道
江戸時代、中山道大井宿（恵那市）から名古屋城下（名古屋市）を結んだ街道で伏見宿から名古屋城下に向かう上街道が正式ルートだったが、中山道の大井宿から御嶽宿までが山中を通るため、比較的平坦な土岐川沿いの下街道が栄えた。後世、国道19号、中央本線、中央自動車道などの幹線ルートは、この下街道ルートを採用しており、それらと岐阜県道421号武並土岐多治見線が何度も交差している。

### 路線データ
- 始点：岐阜県恵那市武並町竹折（国道19号交点）
- 終点：岐阜県多治見市池田町5丁目 池田町交差点（国道19号交点）
- 総延長：約23km

## 路線状況

### 重複区間
- 国道418号（恵那市武並町竹折）
- 岐阜県道65号恵那御嵩線（瑞浪市釜戸町）
- 国道19号（瑞浪市 桜堂南交差点 - 小田交差点）
- 岐阜県道69号土岐市停車場細野線（土岐市 浅野交差点 - 中央橋南交差点）
- 国道19号（土岐市 神明交差点 - 多治見市 東町交差点）
- 愛知県道・岐阜県道15号名古屋多治見線（多治見市 多治見橋南交差点 - 多治見橋北交差点）

## 地理
途中、土岐川を何度も渡る。

### 通過する自治体
- 岐阜県
  - 恵那市
  - 瑞浪市
  - 土岐市
  - 多治見市

### 接続路線
- 国道19号（恵那市武並町竹折）
- 国道418号（恵那市武並町竹折）
- 岐阜県道65号恵那御嵩線（瑞浪市釜戸町）
- 国道19号（瑞浪市 桜堂南交差点）
- 岐阜県道386号上山田寺河戸線（瑞浪市 一色交差点）
- 岐阜県道20号瑞浪大野瀬線（瑞浪市 市原交差点）
- 国道19号（瑞浪市 小田交差点）
- 岐阜県道69号土岐市停車場細野線（土岐市 浅野交差点、中央橋南交差点）
- 岐阜県道19号土岐足助線（土岐市 土岐口北町交差点）
- 岐阜県道382号土岐南多治見インター線（土岐市 神明交差点）
- 国道19号（土岐市 神明交差点、多治見市 東町交差点）
- 岐阜県道66号多治見恵那線（多治見市 多治見橋南交差点）
- 岐阜県道15号名古屋多治見線（多治見市 多治見橋南交差点、多治見橋北交差点）
- 岐阜県道67号多治見停車場線（多治見市 栄町2交差点）
- 国道248号（多治見市 市民病院前交差点）
- 国道19号（多治見市 池田町交差点）

### 周辺
- 武並駅（JR中央本線）
- 恵那テクノパーク
- 釜戸駅（JR中央本線）
- 竜吟の滝
- 白狐温泉
- 中京高等学校
- 岐阜県立瑞浪高等学校
- 瑞浪市立瑞浪中学校
- 土岐市図書館
- 土岐市文化プラザ
- 土岐市役所
- 土岐市立土岐津小学校
- 土岐市立土岐津中学校
- 土岐市スポーツセンター
- 土岐市浄化センター
- 岐阜県陶磁資料館
- 多治見市産業文化センター
- 多治見市図書館
- 多治見市民病院
- 岐阜県立多治見病院
- 多治見市立池田小学校